# Форс Индија
Форс Индија је назив за бивши индијски Формула 1 тим.

## Историја
Октобра 2007. године конзорцијум који предводи индијски милијардер Др Виџај Малија је откупио клуб Спајкер за 88 милиона долара.
Главни спонзор тима је Кингфишер ерлајнс (енгл. Kingfisher Airlines), авио-компанија чији је власник такође Др Виџај Малија.
Прва трка на којој су учествовали болиди Форс Индија тима је била ВН Аустралије 2008. године.
Након 29 трка без освојеног бода, Форс Индија је на Великој награди Белгије 2009. године дошла не само до првих бодова, већ и до првог подијума пошто је Ђанкарло Физикела трку завршио на другом месту. Екипа је бодове освојила и на наредној трци у Монци. Адријан Зутил је освојио четврто место, а поставио је и први најбржи круг трке у историји екипе.
У октобру 2011. Индијска компанија Сахара Индија Паравар је купила 42,5% акција тима за 100 милиона долара.
Крајем јула 2018. Форс Индија је била у стечају а конзорцијум инвеститора које је предводио канадски милијардер Лоренс Строл, отац возача Формуле 1 Ленса Строла, купио је тим и спасио од гашења до краја сезоне.

## Возачи
Сезона 2008:
- Адријан Зутил
- Ђанкарло Физикела

Сезона 2009
- Адријан Зутил
- Ђанкарло Физикела
- Витантонио Лијуци (заменио Физикелу након Велике награде Белгије)

Сезона 2010
- Адријан Зутил
- Витантонио Лијуци

Сезона 2011
- Адријан Зутил
- Пол ди Реста

Сезона 2012
- Пол ди Реста
- Нико Хилкенберг

Сезона 2013
- Пол ди Реста
- Адријан Зутил

Сезона 2014
- Серхио Перес
- Нико Хилкенберг

Сезона 2015
- Серхио Перес
- Нико Хилкенберг

Сезона 2016
- Серхио Перес
- Нико Хилкенберг

Сезона 2017
- Серхио Перес
- Естебан Окон

Сезона 2018
- Серхио Перес
- Естебан Окон